# Chiuduno
Chiuduno ist eine italienische Gemeinde (comune) mit 6168 Einwohnern (Stand 31. Dezember 2023) in der Provinz Bergamo, Region Lombardei.

## Geographie
Chiuduno befindet sich 15 km südöstlich der Provinzhauptstadt Bergamo und 60 km nordöstlich der Metropole Mailand.
Die Nachbargemeinden sind Bolgare, Carobbio degli Angeli, Grumello del Monte und Telgate.

## Geschichte
Die Siedlung war in ihrer Gründungszeit gallischen Ursprungs. Später nutzten die Römer den Ort als Posten auf der wichtigen Handelsroute zwischen Bergamo und Brescia und gaben ihm den Namen Claudunum. Erstmals wurde die Gemeinde als solche im Jahr 795 in einem offiziellen Dokument genannt.

## Sehenswürdigkeiten
- Das Schloss aus dem 9. Jahrhundert, von dem nur noch einige Mauern und Überreste geblieben sind.
- Die Festung in der Nähe von Carobbio degli Angeli aus dem 17. Jahrhundert.